# 伊格纳西奥 (科罗拉多州)
伊格纳西奥（英語：Ignacio），是美国科罗拉多州拉普拉塔县下属的一座城市。建市于1913年7月7日，面积大约为0.415平方英里（1.076平方公里）。根据2010年美国人口普查，该市有人口697人。2011年估计该市有人口711人，相比2010年人口增长率为2.01%。同时，论人口该市是科罗拉多州第169大城市。